# Liste von Sakralbauten in Offenbach am Main

Stadtteile von Offenbach am Main

Diese Liste von Sakralbauten in Offenbach am Main soll einen Überblick über die Kirchen, ihre Glaubensrichtungen und Konfessionszugehörigkeiten, Bauzeiten und Standorte der Stadt Offenbach am Main geben.

## Christentum
| Bezeichnung                                       | Bild                                                                | Standort                                       | Konfession                                        | Bauzeit                                            | Sonstiges |
| ------------------------------------------------- | ------------------------------------------------------------------- | ---------------------------------------------- | ------------------------------------------------- | -------------------------------------------------- | --- |
| Franz.-Ref. Kirche                                | Französisch reformierte Kirche                                      | Zentrum Herrnstraße                            | französisch-reformiert                            | Erbaut: 1717/1718                                  | Gemeinde 1699 von Hugenotten gegründet. Fassade seit 1875 im Stil der Neorenaissance. |
| Evangelische Stadtkirche                          | Evangelische Stadtkirche                                            | Zentrum Herrnstraße                            | evangelisch                                       | 1739–1749                                          | War im reformierten Offenbach früher die einzige lutherische Kirche. Sie ist die älteste erhaltene lutherische Kirche in der Stadt. |
| St. Paul                                          | St. Paul                                                            | Zentrum Kaiserstraße                           | katholisch                                        | Erbaut: 1953                                       | Architekt: Carl Müller Gemeinde 1828 gegründet. Erste katholische Kirche in der Kernstadt Offenbach seit der Einführung der Reformation. Vorgängerbau an gleicher Stelle im Zweiten Weltkrieg zerstört. |
| Marienkirche                                      | Marienkirche                                                        | Mathildenviertel Bieberer Straße               | katholisch                                        | Erbaut: 1911                                       | Bildete den Pfarreienverbund Offenbach Innenstadt mit St. Peter und St. Paul, seit 2024 Filialkirche der Stadtpfarrei "St. Franziskus Offenbach". Auch Kirche der Italienischen katholischen Gemeinde Offenbach. Hat von der Tonlage das tiefste Geläut in der Stadt. Zweite katholische Kirche nach St. Paul in der Kernstadt Offenbachs nach der Reformation. Baustil: Neobarock; Architekt: Dombaumeister Ludwig Becker. |
| Christuskirche                                    | Christuskirche                                                      | Zentrum Otto-Steinwachs-Weg                    | altkatholisch                                     | Erbaut: 1901                                       | Gemeinde 1873 gegründet. Baustil: Neugotik; Architekt: Max Schröder |
| Lutherkirche                                      | Lutherkirche                                                        | Lindenfeld Waldstraße                          | evangelisch                                       | Erbaut: 18. August 1912, Einweihung: 15. März 1914 | Architekt: Friedrich Pützer |
| Neuapostolische Kirche                            |                                                                     | Lindenfeld Tempelseestraße                     | neuapostolisch                                    | Einweihung: 29. November 1952                      | |
| Schlosskirche                                     | Schlosskirche                                                       | Mathildenviertel Arthur-Zitscher-Straße        | evangelisch                                       | Einweihung: 29. November 1952                      | Kirchengemeinde wurde erstmals 1270 erwähnt. Die alte, barocke Schlosskirche von 1703 stand in der ehemaligen Altstadt von Offenbach, in der Kirchgasse 15, in der Nähe des Isenburger Schlosses. Die Kirche wurde im Zweiten Weltkrieg zerstört. Nur der Turm blieb als Ruine erhalten. Die neue Kirche wurde etwa einen Kilometer weiter östlich in der Arthur-Zitscher-Straße erbaut. |
| Frei-religiöse Gemeinde                           | Frei-religiöse Gemeinde                                             | Zentrum Schillerplatz                          | freireligiös                                      | Einweihung: 9. Mai 1858, Wiederaufbau: 1954        | Architekt: Balthasar Harres; Fenster von Jan Thorn Prikker von 1936 (kriegszerstört); Umgestaltung der Weihehalle im Innern von Victor Sanovec im Jahr 1987. |
| Friedenskirche                                    | Friedenskirche                                                      | Westend Geleitsstraße                          | evangelisch                                       | Einweihung: 1912                                   | Architekt: Friedrich Pützer |
| Lutherkirche Bieber                               | Ev. Kirchengemeinde Bieber                                          | Bieber Aschaffenburger Straße                  | evangelisch                                       | Einweihung: 28. Juli 1935                          | Gemeinde wurde 1869 im ursprünglich katholischen Bieber gegründet. Im gleichen Jahr wurde an der Stelle der heutigen Kirche die "Gustav-Adolf-Kapelle" errichtet. Diese wurde aus Platzgründen niedergelegt, um für die heutige Kirche Platz zu schaffen. Kirche trägt den Namen Lutherkirche. Da es in Offenbach aber bereits eine Lutherkirche an der Waldstraße gibt, tritt die Gemeinde seit der Eingemeindung Biebers als "Evangelische Kirchengemeinde Bieber auf". |
| St. Nikolaus                                      | Katholische Pfarrkirche St. Nikolaus in Bieber                      | Bieber Rathausgasse                            | katholisch                                        | Erbaut: 1936                                       | Architekten: Ludwig Becker und Anton Falkowski Eigenständige Pfarrei von 1307 bis 2023. An gleicher Stelle standen bereits Vorgängerkirchen. Die 1936 niedergelegte Kirche wurde im Jahr 1701–1708 errichtet und 1878/1879 erheblich erweitert. Der Turm dieser Kirche stammte noch aus dem Mittelalter. Bereits 1270 ist eine Kirche für Bieber erwähnt. Älteste ununterbrochen existierende Pfarrgemeinde der Stadt. Größte katholische Pfarrgemeinde der Stadt. Bildete gemeinsam mit Hl. Dreifaltigkeit (Buchhügel) den Pfarreienverbund "Bieberer Berg", seit 2024 Filialkirche der Stadtpfarrei "St. Franziskus Offenbach". |
| Gustav-Adolf-Kirche                               | Gustav-Adolf-Kirche in Bürgel                                       | Bürgel Langstraße                              | evangelisch                                       | Einweihung: 1903                                   | Architekt: Ludwig Hofmann (aus Herborn); Baustil: Neugotik |
| Heilig-Geist-Kirche                               | Katholische Heilig-Geist-Kirche in Rumpenheim                       | Rumpenheim Edelsheimer Straße                  | katholisch                                        | Erbaut: 1930                                       | Bildete die "Pfarrgruppe Ost" gemeinsam mit St. Pankratius (Bürgel) und Hl. Kreuz (Waldheim), seit 2024 Filialkirche der Stadtpfarrei "St. Franziskus Offenbach". |
| Erlösergemeinde                                   | Erlöserkirche                                                       | Waldheim Bischofsheimer Weg                    | evangelisch                                       | Erbaut: 2001–2003                                  | Gemeinde wurde 1950 gegründet. Zeitgenössisches Kirchengebäude in Holzbauweise von dem Architekten Jürgen Ehnes. |
| Hl. Dreifaltigkeit                                | Dreifaltigkeitskirche                                               | Buchhügel Obere Grenzstraße                    | katholisch                                        | Erbaut: 1968.                                      | Gemeinde wurde bereits 1965 aus der Pfarrei St. Marien heraus gebildet. Bildete den Pfarreienverbund Bieberer Berg mit St. Nikolaus in Bieber, seit 2024 Filialkirche der Stadtpfarrei "St. Franziskus Offenbach". |
| St. Konrad                                        | St. Konrad                                                          | Carl-Ulrich-Siedlung Waldstraße                | katholisch                                        | Erbaut: 1947                                       | Architekt: Carl Müller; Altarbild von Wilfrid Perraudin von 1979; Skulptur des Namenspatrons gestaltet von Leonhard Eder von 1987; bildete den Pfarreienverbund Offenbach Südstadt mit St. Elisabeth und St. Josef; seit 2024 Filialkirche der Stadtpfarrei "St. Franziskus Offenbach"; ehemalige Pfarrkirche am Brunnenweg ist die heutige Griechisch-Orthodoxe Kirche. |
| St. Josef                                         | St. Josef                                                           | Musikerviertel Brüder-Grimm-Straße             | katholisch                                        | Erbaut: 1921 / 1930–1932                           | Architekt der Notkirche von 1921: Dominikus Böhm; Architekten des Gebäudes von 1932: Hans Rummel/Christoph Rummel; Skulptur des Namenspatrons gestaltet von Richard Martin Werner; bildete den Pfarreienverbund "Offenbach Südstadt" mit St. Elisabeth und St. Konrad; seit 2024 Pfarrkirche der Stadtpfarrei "St. Franziskus Offenbach". |
| St. Elisabeth                                     | St. Elisabeth                                                       | Lauterborn Richard-Wagner-Straße               | katholisch                                        | Erbaut: 1992–1993                                  | Bildete den Pfarreienverbund "Offenbach Südstadt" mit St. Josef und St. Konrad. Pfarrei wurde am 1. August 1966 gegründet. Vorher bestand 1968–1992 eine Notkirche. Seit 2024 Filialkirche der Stadtpfarrei "St. Franziskus Offenbach". |
| St. Peter                                         | St. Peter                                                           | Westend Berliner Straße                        | katholisch                                        | Erbaut: 1963                                       | Architekt: Sep Ruf; Bildete den Pfarreienverbund "Offenbach Innenstadt" mit St. Paul und St. Marien, seit 2024 Filialkirche der Stadtpfarrei "St. Franziskus Offenbach". Auch Kirche der Polnischen Gemeinde Offenbach. |
| St. Pankratius                                    | St. Pankratius                                                      | Bürgel Stiftstraße                             | katholisch                                        | Erbaut: 1896–1897 Turm: 1492                       | Bildete die Pfarrgruppe "Offenbach Ost" mit Hl. Kreuz (Waldheim) und Hl. Geist (Rumpenheim), seit 2024 Filialkirche der Stadtpfarrei "St. Franziskus Offenbach". Vorgängerkirche bereits 880 erwähnt. Kirchturm ist das älteste noch erhaltene Bauwerk im Stadtgebiet. |
| Hl. Kreuz                                         | Hl.-Kreuz-Kirche                                                    | Waldheim Am Wiesengrund                        | katholisch                                        | Erbaut: 1956                                       | Bildete die Pfarrgruppe "Offenbach Ost" mit St. Pankratius (Bürgel) und Hl. Geist (Rumpenheim), seit 2024 Filialkirche der Stadtpfarrei "St. Franziskus Offenbach". Als Besonderheit gehörte bis 2012 auch die im Mühlheimer Stadtgebiet gelegene Siedlung "Rote Warte" zum Gemeindegebiet. Erster Kirchenneubau nach dem Zweiten Weltkrieg in der Diözese Mainz. Architekt: Helmut Bilek |
| Haus St. Hildegard                                | Haus St. Hildegard                                                  | Bieber Am Storchsrain/Markwaldstraße (Waldhof) | katholisch                                        | Erbaut: 1982                                       | Gehörte bis 2023 zur Pfarrei St. Nikolaus in Bieber, seit 2024 Filialkirche der Stadtpfarrei "St. Franziskus Offenbach". |
| Schlosskirche Rumpenheim                          | Schlosskirche Rumpenheim                                            | Rumpenheim                                     | evangelisch                                       | Erbaut: 1756–1761                                  | Architekt: C.P. Diede (aus Hanau); Renovierung 1966/67 |
| Lukaskirche                                       | Lukaskirche                                                         | Tempelsee Brunnenweg                           | evangelisch                                       | Einweihung: 1903                                   | Architekt: Ludwig Hofmann |
| Allerheiligen                                     | griechisch-orthodoxe Kirche                                         | Tempelsee Brunnenweg                           | Griechisch-Orthodox                               | Einweihung: 1947                                   | Architekt: Carl Müller. Bis zu deren Neubau in die 1970er Jahre von der katholischen Kirche St. Konrad genutzt. |
| Johanneskirche                                    | Offenbach, Johanneskirche                                           | Nordend Ludwigstraße                           | evangelisch                                       | Erbaut: 1965                                       | Gemeinde wurde 1898 gegründet; Architekt: Rainer Schell; höchster Kirchturm in Offenbach mit 42 Metern |
| Markuskirche                                      | Markuskirche                                                        | Bieberer Berg Obere Grenzstraße                | evangelisch                                       | Erbaut: 1961                                       | Architekt: Fritz Reichard |
| Paul-Gerhard-Kirche                               |                                                                     | Musikerviertel Lortzingstraße                  | evangelisch                                       | Erbaut: 1957                                       | |
| Kirche Jesu Christi der Heiligen der letzten Tage | Kirche Jesu Christi der Heiligen der letzten Tage Offenbach am Main | Mathildenviertel Arthur-Zitscher-Straße        | Kirche Jesu Christi der Heiligen der letzten Tage |                                                    | |

## Judentum
- Neue Synagoge

## Islam
- El-Fath Moschee
- Mevlana Moschee[6]